# Ганс Гайнц Еверс
Ганс Гайнц Е́верс (нім. Hanns Heinz Ewers); 3 листопада 1871, Дюссельдорф, Німецька імперія — 12 червня 1943, Берлін, Третій Рейх) — німецький письменник і поет, автор містичних оповідань і романів готичної спрямованості. Серед найвідоміших творів: «Павук», «Альрауне», «Смерть барона фон Фріделя». Творчість Еверса мала значний вплив на західну фантастичну літературу першої половини XX століття, сам він вважав себе спадкоємцем Едгара По і Оскара Вайльда.

## Біографія
Ганс Гайнц Еверс народився 3 листопада 1871 року в Дюссельдорфі в забезпеченій сім'ї. Його мати походила зі знатного роду, була онукою банкіра, дочкою генерала кавалерії. Батько — жанровий художник і баталіст, син коваля, був придворним живописцем Фрідріха Франца II Великого Герцога Мекленбург-Шверинського. У березні 1891 отримав атестат зрілості, після чого проходив військову службу у Берліні, але через шість тижнів був звільнений через прогресуючу короткозорість. За наполяганням батьків успішно здав іспити в університет, де провчився на юридичному факультеті декілька років.

## Творчість
У 1897 році 26-річний Еверс декларує себе вільним художником та присвячує своє життя літературній творчості. Він створює цілу низку творів, що відносяться до найрізноманітніших жанрів: це і гуморески, і сатиричні замальовки, і фантастичні історії тощо, що користуються читацьким успіхом, який неабияк підігрівався завдяки майстерним літературним містифікаціям Еверса. З 1901 року Еверс виступає як актора кабаре, здобувши чималий успіх, трохи пізніше він також стає господарем кабаре «Юбербреттль» (нім. Ueberbrettl).
На початку 1900-х років Еверс здійснив низку подорожей, побувавши на Капрі (1903), в Берліні (1904), Неаполлі (1904), в Порт-о-Пренсі на Гаїті (1906), Парижі (1908), Ріо-де-Жанейро (1908) та Індії (1911). Свої мандрівки Еверс детально зображував в дорожніх щоденниках «Моїми очима» (1909) та «Індія і я» (1911). Окрім документальних оповідок за роки подорожей Еверс створив два романи — «Учень чародія» (1910) та «Альрауне» (1911), а також декілька збірок новел — «Розіпнутий Тангейзер» (1901), «Жахи» (1907) та «Гротески» (1910).
Окрім літератури ще однією пристрастю Еверса був кінематограф: у 1913 році за його сценарієм був знятий фентезійний фільм «Празький студент» (реж. Стеллан Рійє та Пауль Вегенер).
Першої світової війни застала Еверса в Перу, з 1914 по 1920 рік він живе в США, де був інтернований, як і багато інших німців, і 1916—1920 роки провів у спеціальному таборі для переміщених осіб. У 1917 році він випустив збірку оповідань з назвою «Мої похорони». У 1921 Еварс повернувся до Німеччини, де зацікавився націонал-соціалізмом, зокрема, його ідеями німецького націоналізму і загальними ніцшеансько-окультними нюансами філософії націонал-соціалістів (ці симпатії пізніше позначилися на негативному ставленні до Еверса після війни, внаслідок чого його твори були викреслені з німецької літератури; проте, роман «Альрауне» був вкотре екранізований у ФРН у 1952 році режисером Артуром-Марією Рабенальтом з Гільдеґард Кнеф у головній ролі).
У 1932 році Ганс Гейнц Еверс написав роман «Горст Вессель» про командира нацистських штурмовиків, за яким у 1933 році був знятий фільм (головний герой фільму і сам фільм були перейменовані за наполяганням Геббельса в «Ганс Вестмар»). У 1934 році Еверс став головою Німецького Союзу письменників. Після «ночі довгих ножів» 30 червня 1934 значна частина книг Еверса, як письменника-гомосексуала, окрім «Горста Весселя» і «Вершника німецької ночі», була заборонена в Німеччині.
Наприкінці життя Еверса друкували вкрай мало, і помер він у бідності від прогресуючого старечого туберкульозу 12 червня 1943 року в Берліні. За декілька тижнів по смерті Еварса його берлінська квартира була розбомблена.

## Особисте життя
Еверс був гомосексуалом. Крім того він був противником антисемітизму в НСДАП.

## Твори (вибірково)
Романи

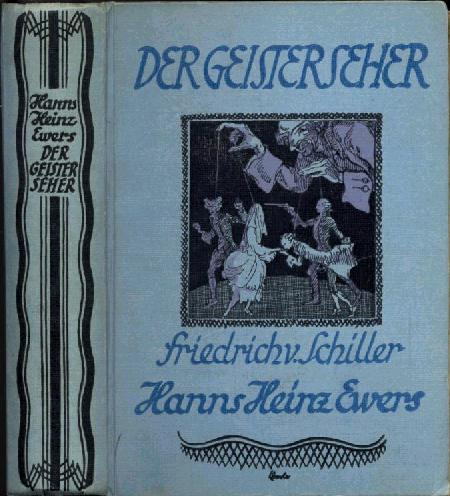
Обкладинка видання роману «Духовидець», 1922

- 1909 : Учень чародія, або Мисливці на диявола / Der Zauberlehrling oder die Teufelsjäger
- 1911 : Альрауне. Історія однієї живої істоти / Alraune. Die Geschichte eines lebenden Wesens
- 1920 : Вампір / Vampir
- 1922 : Духовидець. Із спогадів графа фон О*** / Der Geisterseher. Aus den Papieren des Grafen O*** // Співавтор: Фрідріх Шиллер
- 1928 : Перетворена на чоловіка / Fundvogel
- 1932 : Горст Вессель / Horst Wessel
- 1932 : Вершник німецької ночі / Reiter in deutscher Nacht